# 영주 순흥 벽화 고분
영주 순흥 벽화 고분(榮州 順興 壁畵 古墳)은 대한민국 경상북도 영주시 순흥면 읍내리에 있는 신라의 무덤이다. 1985년 11월 7일 대한민국의 사적 제313호로 지정되었다.

## 개요

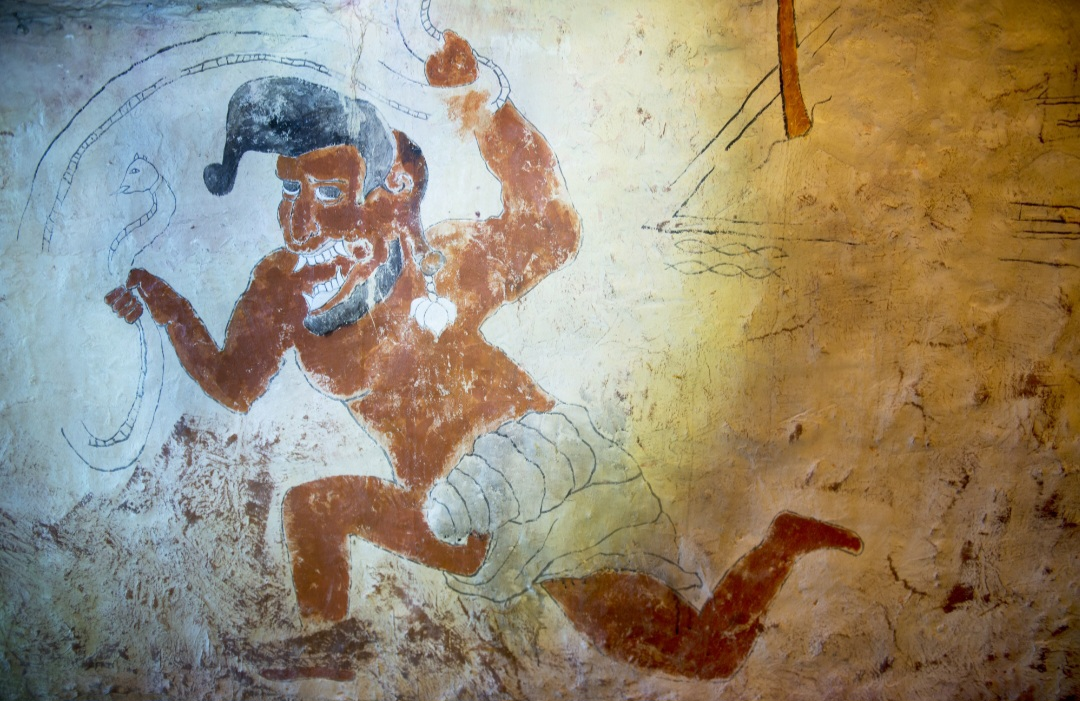
무덤 내 벽화

비봉산 정상(높이 431m)에서 서남쪽으로 뻗어 내려온 구릉의 경사면에 있는 무덤이다.
무덤의 외형은 둥글고 내부는 널방(현실)과 그 방에서 입구를 연결하는 널길(연도)로 이루어진 굴식돌방무덤(횡혈식석실분)이다. 널방은 4각형으로, 크기는 동·서 약 3.5m, 남·북 약 2m, 높이 약 2m이다. 벽에서 천장으로 갈수록 좁아지며 천장은 2장의 돌이 나란히 덮혀 있다. 천장을 제외한 모든 벽면에는 채색화가 그려져 있다.
동벽에는 새의 머리 그림이, 남벽에는 사람과 글씨가, 북벽에는 3개의 산과 연꽃, 구름무늬가, 서벽에는 나무와 집이 있고 수문장으로 추정되는 역사(力士)가 그려져 있다.
널길의 동·서쪽 벽면에도 그림이 있는데, 서벽엔 뱀을 손에 잡아 감고 있는 사나이의 모습이, 동벽에는 눈을 부릅 뜬 힘 센 사람의 그림이 있다. 이것은 무덤의 시신을 보호하려는 의도에서 그려진 것으로 해석된다.
이 무덤의 그림들은 삼국시대 회화는 물론 당시의 종교관·내세관, 고구려와의 문화교류를 이해하는데 매우 중요하다.

## 참고 자료
- 영주 순흥 벽화 고분 - 국가유산청 국가유산포털